# روابط مقدونیه شمالی و ناتو
روابط مقدونیه شمالی و ناتو (انگلیسی: North Macedonia–NATO relations) مقدونیه شمالی در تاریخ ۲۷ مارس ۲۰۲۰ به‌طور رسمی عضو سازمان پیمان آتلانتیک‌شمالی ناتو شد و به سی‌ و یکم اُمین عضو این سازمان تبدیل گردید.
در سال ۱۹۹۵ مقدونیه شمالی به پیمان صلح ناتو پیوست. سپس در مأموریت‌های مختلف ناتو از جمله با نیروهای بین‌المللی مشارکت داشت و در مأموریت کمک و پشتیبانی و تأمین امنیت افغانستان شرکت کرد. درخواست مقدونیه شمالی برای پیوستن به پیمان نظامی ناتو مدت‌ها به دلیل اختلاف با یونان برسر نام رسمی این کشور مورد تأیید قرار نگرفت زیرا دولت یونان که ایالتی به همین نام دارد با نام مشابه برای کشور همسایه‌اش اعتراض داشت و به همین منظور با پیوستن مقدونیه به ناتو مخالف بود، کشورهای عضو ناتو هم موافقت خود را مشروط کردند به حل اختلاف نام «مقدونیه» که بین کشورهای اروپای جنوب شرقی و یونان با مقدونیه شمالی وجود داشت (نام آن قبلاً جمهوری مقدونیه بود، که معمولاً مخفف آن در انگلیسی «مقدونیه» گفته می‌شد). تا اینکه در ۲۰۱۸ پارلمان مقدونیه روند تغییر نام کشور را آغاز کرد و مقدونیه نام رسمی خود را به جمهوری مقدونیه شمالی تغییر داد و این اختلاف قدیمی با یونان و کشورهای اروپای جنوب شرقی برطرف شد. به این ترتیب مسیر پیوستن مقدونیه شمالی به ناتو هموار شد، سرانجام پس از اینکه اسپانیا به عنوان عضو ناتو پروتکل پیوستن مقدونیه شمالی به پیمان آتلانتیک شمالی را تأیید کرد، ینس استولتنبرگ دبیرکل ناتو رسماً مقدونیه شمالی را به عضویت در ناتو دعوت کرد و در ۳۰ مارس پرچم مقدونیه شمالی برای اولین بار در مقر ناتو برافراشته شد.